# FableVision
FableVision es una compañía de medios de comunicación educativos con sede en Boston. FableVision crea software educativo y medios de comunicación basados en historias para niños y adultos.
Fue fundada por el director ejecutivo Peter H. Reynolds en 1996. FableVision produce programación de difusión infantil, videos educativos y aplicaciones multimedia. Sus productos incluyen software (BrainCogs, Essay Express, Stationery Studio), programas de estudios en línea (Get A Clue), películas, libros (Ish, The Dot, So Few of Me), animados (Stories that Matter, Stories that Move, The Dot, Ish ), y herramientas de enseñanza (The North Star Classroom Resource Guide, North Star Musical Journey y Off the Path Math With Tobbs).
Además de publicar los programas informáticos educativos, libros y películas, FableVision colabora con socios creativos y productores para desarrollar soluciones interactivas y de animación para televisión, Internet, la escuela y aplicaciones de museo.

## Historia
FableVision fue fundada en 1996 como una compañía hermana de eLearning empresa de medios de Cosmic Blender, en Watertown, Massachusetts. La compañía se hizo independiente en 1999 a través de una compra por parte de uno de sus fundadores, Peter H. Reynolds. En noviembre de 2006, FableVision se trasladó junto al puerto de Boston, donde se encuentra co-ubicado el Museo de los Niños de Boston en el Muelle de los Niños. El edificio, actualmente denominado Centro de Yawkey de la Infancia y el Aprendizaje también aloja otras organizaciones centradas en los aprendices, tales como JumpStart, Museo del Instituto para la Enseñanza de la Ciencia (MITS), y Escuelas para Ciudadanos.

## Organizaciones Asociadas con FableVision
The Blue Bunny (en español: El Conejito Azul) es un libro para niños y una tienda de juguetes situada en Dedham, Massachusetts fundada y dirigida por los hermanos Reynolds.
FableVision es un miembro del Consorcio Constructivista cuyos miembros incluyen a Tech4Learning, Schoolkit, LCSI, Inspiration Software y Generación YES. Los miembros formaron el Consorcio a fin de apoyar las estrategias de aprendizaje constructivista. El Centro de Investigación de Psicología de los Medios de Comunicación (RCMP), co-ubicado en la sede FableVision de Boston, también está afiliado con FableVision a través de una asociación con la Universidad Fielding Graduate.